# DHPS
La desoxifusina sintasa es una enzima que en los humanos está codificada por el gen DHPS .
La hipusina de aminoácidos inusual se forma postraduccionalmente y solo se encuentra en una proteína ceular única, factor de iniciación de la traducción eucariota 5A. En el primer paso de la biosíntesis de hipusina, la desoxifusina sintasa cataliza la transferencia dependiente de NAD del resto butilamina de la espermidina al grupo épsilon-amino de un residuo de lisina específico de la proteñina precursora EIF5A para forma el residuo intermedio de desoxifusina. Este gen consta de nueve exones que abarcan 6.6 kb. Se han aislado tres variantes de transcripción. Sin embargo, solo la variante de transcripción 1 codifica una proteína activa. Las variantes más cortas pueden actuar como factores moduladores de la actividad de DHPS.